# Inceptisol

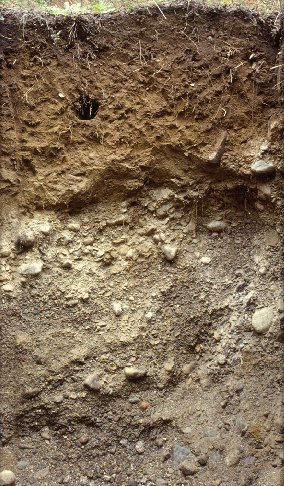
Inceptisol

Conform USDA Soil Taxonomy, noțiunea de Inceptisol se referă la soluri tinere cu un profil puțin dezvoltat. Ele apar atât în latitudini tropicale, cât și în cele temperate și sunt deosebit de răspândite în Europa și la gurile râurilor mari, cum ar fi delta Gangelui, unde se cultivă orez pe ele. În munți, unde se găsesc adesea pe versanți abrupți, aceste soluri sunt folosite mai ales în silvicultură.
Fertilitatea și pH-ul unui inceptisol pot fi foarte variate. Orizonturile sunt doar slab dezvoltate, doar entisolurile au și mai puțină diferențiere. În timp, materialul organic se depune în cel mai de sus orizont, care devine mai întunecat și se separă de orizontul de dedesubt.
Aproximativ 12,8 milioane km2 din suprafața Pământului, sau aproximativ 10% din suprafața terestră fără ghețari, sunt acoperite cu inceptisoluri.

## Clasificare
Există în total șase subordine:
- Aquept
- Gelpt
- striga
- Ustept
- Xerept
- Udept